# Mehgaon
Mehgaon è una suddivisione dell'India, classificata come nagar panchayat, di 14.736 abitanti, situata nel distretto di Bhind, nello stato federato del Madhya Pradesh. In base al numero di abitanti la città rientra nella classe IV (da 10.000 a 19.999 persone).

## Geografia fisica
La città è situata a 26° 32' 17 N e 78° 35' 20 E.

## Società

### Evoluzione demografica
Al censimento del 2001 la popolazione di Mehgaon assommava a 14.736 persone, delle quali 8.014 maschi e 6.722 femmine. I bambini di età inferiore o uguale ai sei anni assommavano a 2.473, dei quali 1.357 maschi e 1.116 femmine. Infine, coloro che erano in grado di saper almeno leggere e scrivere erano 9.305, dei quali 5.921 maschi e 3.384 femmine.